# Campeonato Mundial de Waterpolo Femenino de 2013
El XI Campeonato Mundial de Waterpolo Femenino se celebró en Barcelona (España) entre el 21 de julio y el 2 de agosto de 2013 dentro del XV Campeonato Mundial de Natación. El evento fue organizado por la Federación Internacional de Natación (FINA) y la Real Federación Española de Natación. 
El torneo se realizó en las Piscinas Bernat Picornell de la capital catalana. Un total de dieciséis selecciones nacionales afiliadas a la FINA compitieron por el título mundial, cuyo anterior portador era el equipo de Grecia, vencedor del Mundial de 2011. 
La selección de España se adjudicó la medalla de oro, la primera medalla histórica para el equipo femenino nacional, al derrotar en la final al equipo de Australia con un marcador de 8-6. En el partido por el tercer puesto el conjunto de Hungría venció al de Rusia.

## Clasificación
| Competición                          | Fecha                              | Sede                              | Plazas | Equipos clasificados            |
| ------------------------------------ | ---------------------------------- | --------------------------------- | ------ | ------------------------------- |
| País anfitrión                       | –                                  | –                                 | 1      | España                          |
| Liga Mundial                         | 29 de mayo – 3 de junio de 2012    | Changshu ( China)                 | 2      | Estados Unidos Australia        |
| Juegos Olímpicos                     | 30 de julio – 9 de agosto de 2012  | Londres ( Reino Unido)            | 4      | Hungría China Rusia Italia      |
| Campeonato Europeo                   | 18 – 28 de enero de 2012           | Eindhoven · ( Países Bajos)       | 3      | Grecia Países Bajos Reino Unido |
| Campeonato Asiático                  | 19 – 25 de noviembre de 2012       | Dubái · ( Emiratos Árabes Unidos) | 2      | Kazajistán Uzbekistán           |
| Torneo panamericano de clasificación | 30 de enero – 3 de febrero de 2013 | Calgary · ( Canadá)               | 2      | Canadá Brasil                   |
| África                               | –                                  | –                                 | 1      | Sudáfrica                       |
| Oceanía                              | –                                  | –                                 | 1      | Nueva Zelanda                   |
| TOTAL                                |                                    |                                   | 16     |                                 |

## Grupos
| Grupo A      | Grupo B       | Grupo C        | Grupo D    |
| ------------ | ------------- | -------------- | ---------- |
| España       | Australia     | Estados Unidos | Hungría    |
| Rusia        | China         | Canadá         | Italia     |
| Países Bajos | Nueva Zelanda | Grecia         | Brasil     |
| Uzbekistán   | Sudáfrica     | Reino Unido    | Kazajistán |

## Fase preliminar
- Todos los partidos en la hora local de Barcelona (UTC+2).

### Grupo A
| Equipo       | J | G | E | P | GF | GC | DG  | PTS |
| ------------ | - | - | - | - | -- | -- | --- | --- |
| Rusia        | 3 | 2 | 1 | 0 | 41 | 24 | +17 | 5   |
| España       | 3 | 2 | 0 | 1 | 40 | 23 | +17 | 4   |
| Países Bajos | 3 | 1 | 1 | 1 | 20 | 19 | +1  | 3   |
| Uzbekistán   | 3 | 0 | 0 | 3 | 13 | 72 | -59 | 0   |

- Resultados

| Fecha | Hora  | Partido    | Partido | Partido      | Resultado |
| ----- | ----- | ---------- | ------- | ------------ | --------- |
| 21.07 | 09:30 | Rusia      | -       | Uzbekistán   | 22-6      |
| 21.07 | 21:30 | España     | -       | Países Bajos | 14-12     |
| 23.07 | 20:10 | Uzbekistán | -       | Países Bajos | 3-30      |
| 23.07 | 21:30 | España     | -       | Rusia        | 6-7       |
| 25.07 | 17:30 | Rusia      | -       | Países Bajos | 12-12     |
| 25.07 | 21:30 | España     | -       | Uzbekistán   | 20-4      |

### Grupo B
| Equipo        | J | G | E | P | GF | GC | DG  | PTS |
| ------------- | - | - | - | - | -- | -- | --- | --- |
| Australia     | 3 | 3 | 0 | 0 | 45 | 10 | +35 | 6   |
| China         | 3 | 2 | 0 | 1 | 35 | 21 | +14 | 4   |
| Nueva Zelanda | 3 | 1 | 0 | 2 | 22 | 35 | -13 | 2   |
| Sudáfrica     | 3 | 0 | 0 | 3 | 10 | 46 | -36 | 0   |

- Resultados

| Fecha | Hora  | Partido   | Partido | Partido       | Resultado |
| ----- | ----- | --------- | ------- | ------------- | --------- |
| 21.07 | 10:50 | Australia | -       | Nueva Zelanda | 15-4      |
| 21.07 | 12:10 | China     | -       | Sudáfrica     | 17-2      |
| 23.07 | 09:30 | Sudáfrica | -       | Nueva Zelanda | 7-13      |
| 23.07 | 10:50 | Australia | -       | China         | 14-5      |
| 25.07 | 18:50 | Australia | -       | Sudáfrica     | 16-1      |
| 25.07 | 20:10 | China     | -       | Nueva Zelanda | 13-5      |

### Grupo C
| Equipo         | J | G | E | P | GF | GC | DG  | PTS |
| -------------- | - | - | - | - | -- | -- | --- | --- |
| Estados Unidos | 3 | 3 | 0 | 0 | 38 | 20 | +18 | 6   |
| Canadá         | 3 | 1 | 1 | 1 | 30 | 27 | +3  | 3   |
| Grecia         | 3 | 1 | 1 | 1 | 29 | 27 | +2  | 3   |
| Reino Unido    | 3 | 0 | 0 | 3 | 20 | 43 | -23 | 0   |

- Resultados

| Fecha | Hora  | Partido        | Partido | Partido     | Resultado |
| ----- | ----- | -------------- | ------- | ----------- | --------- |
| 21.07 | 13:30 | Estados Unidos | -       | Grecia      | 12-8      |
| 21.07 | 17:30 | Canadá         | -       | Reino Unido | 14-9      |
| 23.07 | 12:10 | Reino Unido    | -       | Grecia      | 7-13      |
| 23.07 | 13:30 | Estados Unidos | -       | Canadá      | 10-8      |
| 25.07 | 09:30 | Estados Unidos | -       | Reino Unido | 16-4      |
| 25.07 | 10:50 | Canadá         | -       | Grecia      | 8-8       |

### Grupo D
| Equipo     | J | G | E | P | GF | GC | DG  | PTS |
| ---------- | - | - | - | - | -- | -- | --- | --- |
| Hungría    | 3 | 3 | 0 | 0 | 48 | 17 | +31 | 6   |
| Italia     | 3 | 2 | 0 | 1 | 26 | 22 | +4  | 4   |
| Kazajistán | 3 | 1 | 0 | 2 | 23 | 32 | -9  | 2   |
| Brasil     | 3 | 0 | 0 | 3 | 16 | 42 | -26 | 0   |

- Resultados

| Fecha | Hora  | Partido    | Partido | Partido    | Resultado |
| ----- | ----- | ---------- | ------- | ---------- | --------- |
| 21.07 | 18:50 | Hungría    | -       | Brasil     | 20-6      |
| 21.07 | 20:10 | Italia     | -       | Kazajistán | 9-7       |
| 23.07 | 17:30 | Kazajistán | -       | Brasil     | 9-5       |
| 23.07 | 18:50 | Hungría    | -       | Italia     | 10-4      |
| 25.07 | 12:10 | Hungría    | -       | Kazajistán | 18-7      |
| 25.07 | 13:30 | Italia     | -       | Brasil     | 13-5      |

## Fase final
- Todos los partidos en la hora local de Barcelona (UTC+2).

|  | Octavos de final | Octavos de final |              |                | Cuartos de final | Cuartos de final |  |        | Semifinales | Semifinales |       |              | Final        | Final       |  |
|  | 27 de julio      | 27 de julio      |              |                | 29 de julio      | 29 de julio      |  |        | 31 de julio | 31 de julio |       |              | 2 de agosto  | 2 de agosto |  |
|  |                  |                  |              |                |                  |                  |  |        |             |             |       |              |              |             |  |
|  |                  |                  |              |                |                  |                  |  |        |             |             |       |              |              |             |  |
|  | Rusia            | 22               |              |                |                  |                  |  |        |             |             |       |              |              |             |  |
|  | Rusia            | 22               |              |                |                  |                  |  |        |             |             |       |              |              |             |  |
|  | Sudáfrica        | 3                |              |                |                  |                  |  |        |             |             |       |              |              |             |  |
|  | Sudáfrica        | 3                |              | Rusia          | 17               |                  |  |        |             |             |       |              |              |             |  |
|  |                  |                  |              | Rusia          | 17               |                  |  |        |             |             |       |              |              |             |  |
|  |                  |                  | Canadá       | 9              |                  |                  |  |        |             |             |       |              |              |             |  |
|  | Canadá           | 14               | Canadá       | 9              |                  |                  |  |        |             |             |       |              |              |             |  |
|  | Canadá           | 14               |              |                |                  |                  |  |        |             |             |       |              |              |             |  |
|  | Kazajistán       | 8                |              |                |                  |                  |  |        |             |             |       |              |              |             |  |
|  | Kazajistán       | 8                |              |                |                  |                  |  | Rusia  | 6           |             |       |              |              |             |  |
|  |                  |                  |              |                |                  |                  |  | Rusia  | 6           |             |       |              |              |             |  |
|  |                  |                  | Australia    | 9              |                  |                  |  |        |             |             |       |              |              |             |  |
|  | Australia        | 25               | Australia    | 9              |                  |                  |  |        |             |             |       |              |              |             |  |
|  | Australia        | 25               |              |                |                  |                  |  |        |             |             |       |              |              |             |  |
|  | Uzbekistán       | 2                |              |                |                  |                  |  |        |             |             |       |              |              |             |  |
|  | Uzbekistán       | 2                |              | Australia      | 9                |                  |  |        |             |             |       |              |              |             |  |
|  |                  |                  |              | Australia      | 9                |                  |  |        |             |             |       |              |              |             |  |
|  |                  |                  | Grecia       | 5              |                  |                  |  |        |             |             |       |              |              |             |  |
|  | Italia           | 12               | Grecia       | 5              |                  |                  |  |        |             |             |       |              |              |             |  |
|  | Italia           | 12               |              |                |                  |                  |  |        |             |             |       |              |              |             |  |
|  | Grecia           | 13               |              |                |                  |                  |  |        |             |             |       |              |              |             |  |
|  | Grecia           | 13               |              |                |                  |                  |  |        |             |             |       | Australia    | 6            |             |  |
|  |                  |                  |              |                |                  |                  |  |        |             |             |       | Australia    | 6            |             |  |
|  |                  |                  | España       | 8              |                  |                  |  |        |             |             |       |              |              |             |  |
|  | Estados Unidos   | 14               | España       | 8              |                  |                  |  |        |             |             |       |              |              |             |  |
|  | Estados Unidos   | 14               |              |                |                  |                  |  |        |             |             |       |              |              |             |  |
|  | Brasil           | 3                |              |                |                  |                  |  |        |             |             |       |              |              |             |  |
|  | Brasil           | 3                |              | Estados Unidos | 6                |                  |  |        |             |             |       |              |              |             |  |
|  |                  |                  |              | Estados Unidos | 6                |                  |  |        |             |             |       |              |              |             |  |
|  |                  |                  | España       | 9              |                  |                  |  |        |             |             |       |              |              |             |  |
|  | España           | 18               | España       | 9              |                  |                  |  |        |             |             |       |              |              |             |  |
|  | España           | 18               |              |                |                  |                  |  |        |             |             |       |              |              |             |  |
|  | Nueva Zelanda    | 6                |              |                |                  |                  |  |        |             |             |       |              |              |             |  |
|  | Nueva Zelanda    | 6                |              |                |                  |                  |  | España | 13          |             |       |              |              |             |  |
|  |                  |                  |              |                |                  |                  |  | España | 13          |             |       |              |              |             |  |
|  |                  |                  | Hungría      | 12             |                  |                  |  |        |             |             |       |              |              |             |  |
|  | Hungría          | 14               | Hungría      | 12             |                  |                  |  |        |             |             |       |              |              |             |  |
|  | Hungría          | 14               |              |                |                  |                  |  |        |             |             |       |              |              |             |  |
|  | Reino Unido      | 5                |              |                |                  |                  |  |        |             |             |       |              |              |             |  |
|  | Reino Unido      | 5                |              | Hungría        | 11               |                  |  |        |             |             |       | Tercer lugar | Tercer lugar |             |  |
|  |                  |                  |              | Hungría        | 11               |                  |  |        |             |             |       | Tercer lugar | Tercer lugar |             |  |
|  |                  |                  | Países Bajos | 7              |                  |                  |  |        |             |             |       |              |              |             |  |
|  | China            | 10               | Países Bajos | 7              |                  |                  |  |        |             |             | Rusia | 8            |              |             |  |
|  | China            | 10               |              |                |                  |                  |  |        |             |             | Rusia | 8            |              |             |  |
|  | Países Bajos     | 11               |              |                |                  |                  |  |        |             |             |       |              | Hungría      | 10          |  |
|  | Países Bajos     | 11               |              |                |                  |                  |  |        |             |             |       |              | Hungría      | 10          |  |
|  |                  |                  |              |                |                  |                  |  |        |             |             |       |              |              |             |  |

### Octavos de final
| Fecha | Hora  | Partido        | Partido | Partido       | Resultado            |
| ----- | ----- | -------------- | ------- | ------------- | -------------------- |
| 27.07 | 09:30 | Rusia          | -       | Sudáfrica     | 22-3                 |
| 27.07 | 10:50 | Australia      | -       | Uzbekistán    | 25-2                 |
| 27.07 | 12:10 | China          | -       | Países Bajos  | 10-11                |
| 27.07 | 13:30 | España         | -       | Nueva Zelanda | 18-6                 |
| 27.07 | 17:30 | Estados Unidos | -       | Brasil        | 14-3                 |
| 27.07 | 18:50 | Canadá         | -       | Kazajistán    | 14-8                 |
| 27.07 | 20:10 | Hungría        | -       | Reino Unido   | 14-5                 |
| 27.07 | 21:30 | Italia         | -       | Grecia        | 12-13 –pen.– (10-10) |

### Cuartos de final
| Fecha | Hora  | Partido      | Partido | Partido        | Resultado |
| ----- | ----- | ------------ | ------- | -------------- | --------- |
| 29.07 | 15:30 | Rusia        | -       | Canadá         | 17-9      |
| 29.07 | 17:00 | Australia    | -       | Grecia         | 9-5       |
| 29.07 | 20:15 | Países Bajos | -       | Hungría        | 7-11      |
| 29.07 | 21:45 | España       | -       | Estados Unidos | 9-6       |

### Semifinales
| Fecha | Hora  | Partido | Partido | Partido   | Resultado |
| ----- | ----- | ------- | ------- | --------- | --------- |
| 31.07 | 20:15 | Rusia   | -       | Australia | 6-9       |
| 31.07 | 21:45 | España  | -       | Hungría   | 13-12     |

### Tercer lugar
| Fecha | Hora  | Partido | Partido | Partido | Resultado |
| ----- | ----- | ------- | ------- | ------- | --------- |
| 02.08 | 16:30 | Rusia   | -       | Hungría | 8-10      |

### Final
| Fecha | Hora  | Partido   | Partido | Partido | Resultado |
| ----- | ----- | --------- | ------- | ------- | --------- |
| 02.08 | 22:15 | Australia | -       | España  | 6-8       |

### Partidos de clasificación
5.º a 8.º lugar
| Fecha | Hora  | Partido        | Partido | Partido      | Resultado |
| ----- | ----- | -------------- | ------- | ------------ | --------- |
| 31.07 | 15:30 | Canadá         | -       | Grecia       | 8-12      |
| 31.07 | 17:00 | Estados Unidos | -       | Países Bajos | 12-11     |

Séptimo lugar
| Fecha | Hora  | Partido | Partido | Partido      | Resultado |
| ----- | ----- | ------- | ------- | ------------ | --------- |
| 02.08 | 15:00 | Canadá  | -       | Países Bajos | 9-12      |

Quinto lugar
| Fecha | Hora  | Partido | Partido | Partido        | Resultado            |
| ----- | ----- | ------- | ------- | -------------- | -------------------- |
| 02.08 | 20:45 | Grecia  | -       | Estados Unidos | 12-15 –pen.– (11-11) |

## Medallero
| España | Australia | Hungría |
| Marta Bach Andrea Blas Anna Espar Laura Ester María del Carmen García Patricia Herrera Laura López Ona Meseguer Lorena Miranda Matilde Ortiz Jennifer Pareja María del Pilar Peña Roser Tarragó | Jayde Appel Zoe Arancini Lea Barta Isabel Bishop Hannah Buckling Keesja Gofers Bronwen Knox Holly Lincoln-Smith Glencora McGhie Ashleigh Southern Kelsey Wakefield Rowena Webster Nicola Zagame | Dóra Antal Flóra Bolonyai Barbara Bujka Krisztina Garda Anna Illés Orsolya Kasó Rita Keszthelyi Dóra Kisteleki Katalin Menczinger Ibolya Kitti Miskolczi Gabriella Szűcs Orsolya Takács Ildikó Tóth |
| Miguel Ángel Oca (seleccionador) | Gregg McFadden (seleccionador) | András Merész (seleccionador) |

## Estadísticas

### Clasificación general
| 1. España         |
| 2. Australia      |
| 3. Hungría        |
| 4. Rusia          |
| 5. Estados Unidos |
| 6. Grecia         |
| 7. Países Bajos   |
| 8. Canadá         |
| 9. China          |
| 10. Italia        |
| 11. Kazajistán    |
| 12. Nueva Zelanda |
| 13. Reino Unido   |
| 14. Brasil        |
| 15. Sudáfrica     |
| 16. Uzbekistán    |

### Máximas goleadoras
| Núm. | Jugadora              | País         | Goles |
| ---- | --------------------- | ------------ | ----- |
| 1    | Lieke Klaassen        | Países Bajos | 25    |
| 2    | Rita Keszthelyi       | Hungría      | 21    |
| 3    | Yekaterina Prokofieva | Rusia        | 19    |
| 4    | Barbara Bujka         | Hungría      | 18    |
| 5    | Olga Beliayeva        | Rusia        | 17    |

Fuente: 

### Equipo más anotador
| Núm. | Equipo       | Goles |
| ---- | ------------ | ----- |
| 1    | Hungría      | 95    |
| 2    | Países Bajos | 95    |
| 3    | Australia    | 94    |
| 4    | Rusia        | 94    |
| 5    | España       | 88    |

Fuente: 